# Renaud Cohade
Renaud Cohade (Aubenas, Francia, 29 de septiembre de 1984), futbolista francés. Juega de volante y su actual equipo es el Football Club de Metz de la Ligue 1 de Francia. 

## Clubes
| Club                 | País    | Año       |
| -------------------- | ------- | --------- |
| Olympique de Nimes   | Francia | 2001-2004 |
| Girondins de Burdeos | Francia | 2004-2005 |
| FC Sète              | Francia | 2005-2006 |
| RC Strasburgo        | Francia | 2006-2009 |
| Valenciennes FC      | Francia | 2009-2012 |
| AS Saint-Étienne     | Francia | 2012-2016 |
| FC Metz              | Francia | 2016-     |